# Cmentarz żydowski w Dąbrowie Tarnowskiej
Cmentarz żydowski w Dąbrowie Tarnowskiej – został założony na przełomie XVII i XVIII wieku i zajmuje powierzchnię 2 ha, na której zachowało się kilkadziesiąt macew i ohel kryjący szczątki miejscowych cadyków. Oprócz tego na terenie nekropolii znajdują się również zbiorowe mogiły 802 ofiar Holocaustu zabitych przez Niemców w lesie Danielnik i pomnik ku ich czci. Na cmentarzu znajduje się osiem powojennych nagrobków, dwa pomniki upamiętniające odpowiednio 36 i 180 Żydów.
Sześć dębów rosnących na cmentarzu uznano za pomniki przyrody.